# Speyeria semivirida
Speyeria semivirida är en fjärilsart som beskrevs av Mcdunnough 1924. Speyeria semivirida ingår i släktet Speyeria och familjen praktfjärilar. Inga underarter finns listade i Catalogue of Life.